# Liste der Grade-I-Bauwerke in Shropshire
| Lage von Shropshire in England                                              |
| Gliederung von Shropshire                                                   |
| 1. Shropshire (Unitary Authority) 2. Telford and Wrekin (Unitary Authority) |

Diese Liste der Grade-I-Bauwerke in Shropshire nennt die Grade-I-Listed Buildings in Shropshire.
Von den rund 373.000 Listed Buildings in England sind rund 9000, also etwa 2,4 %, als Grade I eingestuft. Davon befinden sich etwa 133 in Shropshire.

## Shropshire(Unitary Authority)
1. 71, 72 and 73, Wyle Cop, Shrewsbury, SY1
2. Abbey Church of the Holy Cross, Shrewsbury, SY2
3. Abbey House with Attached 5 Bay Arcade, Incorporating Dovecote, Buildwas, TF8
4. Acton Burnell Castle, Acton Burnell, SY5
5. Acton Round Hall, Acton Round, WV16
6. Adcote and Adjoining Forecourt Walls, Little Ness, SY4
7. Attingham Park, Atcham, SY4
8. Barn Approximately 20m South West of Bank Farmhouse, Pontesbury, SY5
9. Benthall Hall, Barrow, TF12
10. Bishop Percy’s House, Bridgnorth, WV16
11. Broad Gate, Including Broadgate Chambers and Attached Railings, Ludlow, SY8
12. Buildwas Abbey Comprising Guardianship Monument and Part of Claustral Ranges in Grounds of Abbey House, Buildwas, TF8
13. Castle House Flats, Ludlow, SY8
14. Church of All Saints, Berrington, SY5
15. Church of All Saints, Claverley, WV5
16. Church of All Saints, Richard’s Castle (Shropshire), SY8
17. Church of All Saints, Worthen with Shelve, SY5
18. Church of Holy Trinity, Much Wenlock, TF13
19. Church of Saint Alkmund, Whitchurch Urban, SY13
20. Church of Saint Andrew, Great Ness, SY4
21. Church of Saint Peter, Adderley, TF9
22. Church of St Andrew, Shifnal, TF11
23. Church of St Andrew, Stanton upon Hine Heath, SY4
24. Church of St Andrew, Wroxeter and Uppington, SY5
25. Church of St Bartholomew, Moreton Corbet and Lee Brockhurst, SY4
26. Church of St Bartholomew, Tong, TF11
27. Church of St Chad, Shrewsbury, SY1
28. Church of St Eata, Atcham, SY5
29. Church of St Edith, Eaton-under-Heywood, SY6
30. Church of St Giles, Barrow, TF12
31. Church of St Gregory, Morville, WV16
32. Church of St James, Cardington, SY6
33. Church of St John the Baptist, Craven Arms, SY7
34. Church of St John the Baptist, Hope Bagot, SY8
35. Church of St John the Baptist, Hughley, SY5
36. Church of St John the Baptist, Kinlet, DY12
37. Church of St Laurence and Attached Railings, Ludlow, SY8
38. Church of St Lawrence, Church Stretton, SY6
39. Church of St Leonard, Barrow, TF12
40. Church of St Luke, Hodnet, TF9
41. Church of St Martin, St. Martin’s, SY11
42. Church of St Mary, Acton Burnell, SY5
43. Church of St Mary, Burford, WR15
44. Church of St Mary, Cleobury Mortimer, DY14
45. Church of St Mary, Ellesmere Urban, SY12
46. Church of St Mary, Hopesay, SY7
47. Church of St Mary, Longnor, SY5
48. Church of St Mary, Selattyn and Gobowen, SY10
49. Church of St Mary, Shrewsbury, SY1
50. Church of St Mary, Stottesdon, DY14
51. Church of St Mary, Wem Rural, SY4
52. Church of St Mary the Virgin, Bromfield, SY8
53. Church of St Mary the Virgin, Shawbury, SY4
54. Church of St Michael, Chirbury with Brompton, SY15
55. Church of St Michael, Llanyblodwel, SY10
56. Church of St Michael, Loppington, SY4
57. Church of St Michael, Munslow, SY7
58. Church of St Michael, Pitchford, SY5
59. Church of St Michael and All Angels, Lydbury North, SY7
60. Church of St Peter, Chelmarsh, WV16
61. Church of St Peter, Cound, SY5
62. Church of St Peter, Melverley, SY10
63. Church of St Peter, Stanton Lacy, SY8
64. Church of St Swithun, Clunbury, SY7
65. Church of the Holy Trinity, Abdon and Heath, TF13
66. Condover Hall, Condover, SY5
67. Council House Gatehouse and Gateway, Shrewsbury, SY1
68. Cound Hall, Cound, SY5
69. Cronkhill, Atcham, SY5
70. Cross in Churchyard of Church of St Mary, Bitterley, SY8
71. Davenport House, Worfield, WV15
72. Ditherington Flax Mill: Cross Building, Shrewsbury, SY1
73. Ditherington Flax Mill: Flax Warehouse, Shrewsbury, SY1
74. Ditherington Flax Mill: Spinning Mill, Shrewsbury, SY1
75. Domestic Chapel Approximately 350 Metres South of Halston Hall, Whittington, SY11
76. Feathers Hotel, Ludlow, SY8
77. Former Church of St Michael, Upton Cressett, WV16
78. Gatehouse at Upton Cressett Hall, Upton Cressett, WV16
79. Halston Hall Including Attached Flanking Walls and Balustrade to Rear, Whittington, SY11
80. Haughmond Abbey, Uffington, SY4
81. Hawkstone Hall, Hodnet, SY4
82. Heath Chapel, Abdon and Heath, SY7
83. Kinlet Hall (Including Office Wings and Stables), Kinlet, DY12
84. Langley Chapel, Ruckley and Langley, SY5
85. Library, Shrewsbury, SY1
86. Linley Hall, More, SY9
87. Llwyd Mansion, Oswestry, SY11
88. Longner Hall and Short Section of Forecourt Wall Adjoining to North West, Atcham, SY4
89. Longnor Hall, Longnor, SY5
90. Ludford Bridge, Ludlow, SY8
91. Ludlow Castle, the standing structural remains, Ludlow, SY8
92. Ludstone Hall, Claverley, WV5
93. Main Gateway and Gates to Condover Hall, Condover, SY5
94. Mawley Hall, Cleobury Mortimer, DY14
95. Moreton Corbet Castle, Moreton Corbet and Lee Brockhurst, SY4
96. Morville Hall, Morville, WV16
97. Old Market Hall, Shrewsbury, SY1
98. Pitchford Hall, Pitchford, SY5
99. Plaish Hall, Cardington, SY6
100. Priory House, Much Wenlock, TF13
101. Priory of St Milburga (Ruins), Much Wenlock, TF13
102. Refectory Pulpit Approximately 40 Metres South of Abbey House, Shrewsbury, SY2
103. Remains of Castle, Hopton Castle, Hopton Castle, SY7
104. Remains of Clun Castle, Clun, SY7
105. Remains of Compound Pier Approximately 20 Metres North East of Chancel of Church of St Michael, Chirbury with Brompton, SY15
106. Shipton Hall, Shipton, TF13
107. Shrewsbury Castle, Shrewsbury, SY1
108. Stokesay Castle and Gatehouse Including Moat Retaining Walls, Craven Arms, SY7
109. The Abbot’s House, Shrewsbury, SY1
110. The Butter Cross, Ludlow, SY8
111. The Guildhall and Adjoining Coachhouse, Ludlow, SY8
112. The Lion Hotel, Shrewsbury, SY1
113. The Obelisk, Weston-under-Redcastle, SY4
114. The Old Manor House, Moreton Corbet and Lee Brockhurst, SY4
115. The Reader’s House, Ludlow, SY8
116. The Trotting Horse Building, Shrewsbury, SY1
117. Upton Cressett Hall, Upton Cressett,  WV16
118. Wattlesborough Castle, Remains Of, Adjoining Wattlesborough to North West, Alberbury with Cardeston, SY5
119. Whittington Castle, Whittington, SY11
120. Whitton Court, Whitton, SY8
121. Wilderhope Manor, Rushbury, TF13

## Telford and Wrekin(Unitary Authority)
1. Abbey Wall South East of Lilleshall Abbey, Lilleshall, TF10
2. Church of St James, Stirchley and Brookside, TF3
3. Church of St Michael and All Angels, Lilleshall, TF10
4. Church of St Michael and Remains of Churchyard Cross, Ercall Magna, TF6
5. Church of St Peter, Edgmond, TF10
6. Church of St Peter, Wrockwardine, TF6
7. Gatehouse South West of Madeley Court, Madeley, TF7
8. Preston Hospital Including Screen and Gates in Front, Preston upon the Weald Moors, TF6
9. Remains of Lilleshall Abbey, Lilleshall, TF10
10. Shrewsbury Canal, Longdon Aqueduct (Aqueduct on the Shrewsbury Canal) shrewsbury Canal, the Aqueduc, Rodington, TF6
11. The Iron Bridge, The Gorge, TF8
12. The Old Furnace at Coalbrookdale Ironworks, The Gorge, TF8